# Ні слова про футбол
«Ні слова про футбол» (рос. «Ни слова о футболе») — російський радянський художній фільм режисера Ісаака Магітона, знятий у 1974 році.

## Сюжет
Чотирнадцятирічний Славік, талановитий футболіст, гроза і гордість шкільної команди, щоб грати в міській дитячій збірній і бути її капітаном, йде на маленьку хитрість і видає себе за тринадцятирічного. Після переможного матчу молодшій сестрі Славіка стає соромно за брата — і вона відправляє кубок команді, що програла.

## У ролях
- Ірина Волкова —  Надя Короткова
- Віктор Харитонов —  Славік Коротков
- Михайло Турченко —  Бузулуков
- Тетяна Городничева —  Томка
- Євгенія Уралова —  мати Наді і Славіка
- Олександр Дем'яненко —  тато Наді і Славіка
- Борис Кудрявцев —  дідусь
- Володимир Грамматиков —  Кім Петрович, тренер
- Інга Будкевич —  мама Бузулукова
- Гертруда Двойникова —  Галина Іванівна, вчителька англійської
- Микола Парфьонов —  персонаж сновидіння
- Микола Скоробогатов —  міліціонер
- Артем Карапетян —  вчитель географії
- Надія Карпушина —  вчителька молодших класів
- Тетяна Гаврилова —  мама Колі
- Єлизавета Кузюріна —  директор школи
- Тамара Яренко —  завуч
- Аркадій Маркін —  Коля
- Олександр Ширвіндт —  закадровий текст від автора
- Федір Черенков —  футболіст, що забиває гол «ножицями»

## Знімальна група
- Автор сценарію: Анатолій Гребнєв
- Режисер-постановник:  Ісаак Магітон
- Оператор-постановник: Леонід Петров
- Композитор:  Олександр Зацепін
- Художники-постановники: Галина Анфілова, Анатолій Анфілов